# Гулюкин, Михаил Иванович
Михаил Иванович Гулюкин (род. 4 ноября 1944, Гремячево, Перемышльский район, Калужская область) — российский ученый в области ветеринарной лейкозологии, гематологии, инфекционной патологии, эпизоотологии.
Академик РАН (2013), РАСХН (2007, членкор с 2003), доктор ветеринарных наук (1993), профессор (2000).
Директор (с 2002 по 2017) Всероссийского научно-исследовательского института экспериментальной ветеринарии (ВИЭВ) им. Я. Р. Коваленко и заведующий (с 1995) его лабораторией лейкозологии.
Заслуженный деятель науки РФ (2010).
Отец д.в.н., члена-корреспондента РАН А. М. Гулюкина (род. 1968).

## Биография
Родился 4 ноября 1944 года в селе Гремячево Перемышльский район, Калужская область. Трудовую деятельность начал в 1961 году в родном селе в колхозе «Красный Октябрь», откуда как стипендиат был направлен на учёбу в Московскую ветеринарную академию им. К. И. Скрябина, которую окончил в 1970 году. Затем работал главным ветеринарным врачом родного колхоза, потом — родного района.
С 1973 года во Всероссийском (ранее Всесоюзном) НИИ экспериментальной ветеринарии им. Я. Р. Коваленко (ВИЭВ): аспирант, научный сотрудник, с 1995 года заведующий лабораторией лейкозологии и с 2002 года директор этого института.
Член диссовета при ФГБНУ «Северо-Кавказский зональный научно-исследовательский ветеринарный институт».
Иностранный член Украинской академии аграрных наук (2007), академик МААО.
Почетный профессор альма-матер (2010), а также Витебской ордена «Знак Почета» государственной академии ветеринарной медицины (2007) и Харьковской государственной зооветеринарной академии (2008).
Кандидатскую диссертацию защитил в 1978 году, докторская диссертация — «Кинетические и вирусологические аспекты лимфолейкоза крупного рогатого скота».
Под началом М. И. Гулюкина подготовлены 4 доктора и 12 кандидатов наук.
Член редколлегий журналов «Вестник ветеринарии» (с 2006 года) и «Вестник АПК Ставрополья».
Входит в международный совет сетевого издания «Научный альманах стран Причерноморья».

## Деятельность
Проводил исследования по ветеринарной лейкозологии, гематологии, инфекционной патологии, эпизоотологии.
Опубликовал более 350 научных трудов, из них 27 монографий.

## Награды
- орден «Дружбы» (28 февраля 2023) — за заслуги в научной деятельности и многолетнюю добросовестную работу[8]
- золотая медаль МСХРФ «За вклад в развитие агропромышленного комплекса России» (2009)
- медаль «В память 850-летия Москвы» (1997)
- медаль «Ветеран труда» (1989)
- медаль «Двадцать лет победы в Великой Отечественной войне 1941—1945 гг.» (1965)
- 3 медали ВДНХ и ВВЦ